# Тула про імена
Тула про імена — глава «Молодшої Едди» Сноррі Стурлусона, остання частина Мови поезії. Являє собою поетизований перелік імен, які використовуються в поезії на означення імен, велетнів, людей, тварин та зброї. Ця поезія присутня не у всіх манускриптах Едди й виступає як самостійний твір; імовірно, що вона є пізнішим додаванням до оригінального твору Сноррі. Існує припущення, що «Тула про імена» могла навіть послужити джерелом «Молодшої Едди». Доволі часто цю частину викидають з видань та перекладів Едди Сноррі.